# John Evershed
John Evershed (Gomshall, 26 de fevereiro de 1864 — Ewhurst, Surrey, 17 de novembro de 1956) foi um astrônomo inglês.
Foi o primeiro a observar velocidade radial das mancha solar, fenômeno conhecido como Efeito Evershed.
A descoberta que leva seu nome foi feita em 1909, recebendo em 1918 a Medalha de Ouro da Royal Astronomical Society. Foi eleito membro da Royal Society em maio de 1915.
A cratera lunar Evershed foi batizada em sua homenagem.